# Черен амур
Черният амур (Mylopharyngodon piceus) е вид риба от семейство Шаранови, разпространен от река Амур на север до Южен Китай. Рядък вид, намиращ се в опасност от изчезване в естествените му местообитания, поради това от 1972 г. в руската част на басейна на Амур, улова му е забранен. В реките на Китай е широко разпространен.

## Характеристики и начин на живот
Сравнително бързорастящ вид, достигащ дължина 120 cm и маса около 30 кг. Неофициалният рекорд е 58,3 кг (екземпляр уловен в яз. Овчарица в България), а официалният рекорд е 18,5 кг и е поставен в река Едо, префектура Чиба, Япония. Тялото му е умерено дълго, плътно покрито с едри люспи. Всички плавници са тъмни, а корема светъл. На външен вид прилича много на белия амур, но се различава по значително по-тъмната му окраска, с лилав оттенък. Храната на черния амур включва основно мекотели, черупките на които разрушава с масивните глътъчни зъби с добре развити дъвкателни повърхности. Храни се също и с личинки на насекоми (водно конче), хирономиди и други дънни организми. За денонощие 4-годишен черен амур може да поеме от 1,4 до 1,8 кг мекотели, поради това се препоръчва отглеждането му в охладителни езера към ТЕЦ и други водни съоръжения за борба със зебровата мида (Dreissena polymorpha). В естествените си местообитания полова зрялост черния амур достига не по-рано, от 7-9 годишна възраст, при дължина на тялото повече от 70 cm. В река Амур се размножава през юни. Хайвера се отделя наведнъж, не е леплив и свободно плава във водата. В по южните водоеми расте бързо като на 5-годишна възраст достига дължина - 55 cm. Няма данни за естествено възпроизводство на територията на България.

## Стопанско значение
Черният амур е обект на рибовъдството в Русия и Китай, но в България се отглежда едва в няколко стопанства.